# Dominique (film, 1950)
Pour les articles homonymes, voir Dominique.
Pour plus de détails, voir Fiche technique et Distribution.
Dominique est un film français réalisé par Yvan Noé, sorti en 1950.

## Synopsis
On ne plaisante pas avec les convenances chez le conseiller Fouché-Laborde et Madame. Aussi, quand ils apprennent que leur fils Dominique fréquente en secret une simple étudiante en pharmacie, sont-ils choqués. Et plus encore quand il s'avère que le jeune homme fait un petit boulot dans un cinéma pour aider sa petite amie. Outré, le père chasse le fils. Bientôt Simone reçoit la visite d'un mystérieux personnage, qui lui aussi, lui donne de l'argent pour boucler ses fins de mois. Dominique n'est pas content.

## Fiche technique
- Titre : Dominique
- Réalisation : Yvan Noé
- Scénario et dialogues : Yvan Noé, d'après sa pièce
- Musique : Wal Berg
- Décors : Eugène Piérac
- Photographie : Fred Langenfeld
- Photographe de plateau : Léo Mirkine
- Son : Norbert Gernolle
- Montage : Robert Isnardon
- Production : Yvan Noé, Marius Lesœur
- Direction de production : Jean Mallet
- Société de production : Paris-Nice Productions
- Sociétés de distribution : Cinéfi, puis Eurozoom
- Pays d'origine :  France
- Genre : Comédie
- Durée : 88 minutes
- Date de sortie : 
  - France - 21 avril 1950

## Distribution
- Michel Barbey : Dominique Fouché-Laborde
- Roger Monteaux : M. Fouché-Laborde
- Claire Muriel : Simone Lambert
- Pierrette Caillol : Mme Fouché-Laborde
- Robert Moor : Oncle Charles
- Henry Houry : Le docteur Pinel
- Marguerite Ducouret : Mme Rabaud
- Lucien Callamand
- Gustave Hamilton : le grand-père
- Emma Lyonnel : Tante Jeanne
- Yvette Maurech : Maria